# Theodor Rosenørn-Teilmann
Christian Peder Theodor Rosenørn-Teilmann, født Rosenørn (17. september 1817 på Rindumgård (Ringkøbing Amtmandsbolig) – 10. januar 1879 på Orebygård) var en dansk stamhusbesidder, kultus- og justitsminister. Han var far til Ingeborg Kristiane Rosenørn-Teilmann.

## Tidlig karriere
Han var søn af stiftamtmand Peder Otto Rosenørn og Ingeborg Christiane Rosenørn. Thedor Rosenørn fik sin uddannelse på Sorø Akademi, blev student 1835 og juridisk kandidat 1841, indtrådte som volontær i Rentekammeret, hvor han 1846 blev auskultant, men havde samtidig lejlighed til deltagelse i den lokale administration, først på amtskontoret i Ribe, senere som stedfortræder for amtmanden i Ringkjøbing Amt under dennes fraværelse som stænderdeputeret, 1847-48 som adjungeret amtmanden for Lolland-Falster og i 1849 som konstitueret amtmand for Bornholm. Han blev 1850 konstitueret sekretær hos indenrigsministeren, 1851 borgmester i Fredericia og 1853 herredsfoged i Skads Herred. I den sidste stilling virkede han til 1859, men opgav så embedsbanen, da andre opgaver lagde beslag på ham.

## Godsejeren
Rosenørn var tillige med sit søskendebarn Christine Marie Rosenørn (f. 1821), stiftamtmand Carl Gustav Rosenørns datter, hvem han 1850 havde ægtet, blevet udset til successor i Stamhuset Nørholm (ved Varde) af stamhusets besidderinde, deres faster frøken Ingeborg Christiane Rosenørn-Teilmann, i kraft af den beføjelse, som erektionspatentet af 1790 gav hende, den sidste "kvindelige Descendent paa Spindesiden" af erektor A.C. Teilmanns forældre, til at vælge efterfølgerne blandt disses andre descendenter. De opgaver, han derved fik, tiltog efterhånden således, at en embedsvirksomhed – selv i Øster Horne Herred, til hvilket Nørholm hører – ikke lod sig forene dermed. Rosenørn, der allerede 1852 havde mistet sin hustru, tiltrådte stamhusets besiddelse 1861 og fik da det navn føjet til sit fædrene navn, som erektionspatentet tilpligtede ham. Hans 18-årige styrelse af stamhuset satte dybe og varige spor.
Han gennemførte afhændelsen af fæstegodset, fremmede godsets kultur ved en mængde foranstaltninger, som landbrugets fremskridt fordrede, og foretog særlig omfattende plantninger, der, fortsatte efter hans død i overensstemmelse med de af ham lagte planer, danne et fremtrædende led af den jyske hedeplantning. Fuldt ud fyldestgjorde han erektors pålæg: "tag immer noget for til Eftermandens Nytte – og lev som den, der skal her fra i Morgen flytte".

## Politisk karriere
Rosenørn-Teilmann fik dog ikke lov til at ofre sig udelt til virksomhed for sit gods og for en egn, til hvilken han og hans slægt var knyttede, hvor liden lyst han end, særlig efter hustruens død, havde til udvortes fremtrædende stillinger. I 1859 blev han valgt til Landstingsmand, 1861 til medlem af Rigsrådet, 1864 af dettes Landsting. Da grev C.E. Frijs i november 1865 dannede det ministerium, der gennemførte grundlovsforandringen, formåede han sin ven og fælle fra Sorø Akademi til at overtage Kultusministeriet, og i forbindelse hermed måtte han, fra C.P.G. Leunings sygdom 1866, også varetage Justitsministeriet. Som kultusminister virkede han til september 1867, som justitsminister til august 1868. Mere betydningsfulde love fra denne tid var den kultusministerielle lov af 29. marts 1867 om ansættelse af lærerinder ved de offentlige skoler og de justitsministerielle love af 3. april 1868 og 15. maj 1868 om æresoprejsning, om forvaltning af umyndiges midler og om sagførervirksomheden. For Sorø Akademi planlagde han reformer ved en kommission. Efter sin afgang som minister fortsattes hans deltagelse i det politiske liv. 1868 blev han kongevalgt Landstingsmand, 1874 valgtes han til medlem af Rigsretten og 1875 til tingets viceformand, alt vidnesbyrd om den store anseelse, han nød, og som hans ædle personlighed sikrede ham også uden for politiske meningsfællers kreds. I andre almene virksomheder deltog han som medlem af Privatbankens råd og af bestyrelsen for Landbygningernes Brandforsikring.
Rosenørn-Teilmann, der blev kammerjunker 1846, kammerherre 1862, Ridder af Dannebrogordenen 1865 og udnævntes 1866 til Kommandør af 1. grad af Dannebrog samt 1868 til Dannebrogsmand. Han døde 10. januar 1879 og er begravet på Thorstrup Kirkegård nær Nørholm.
Han er portrætteret af August Schiøtt 1856 (på Nørholm). Buste af Nicolai Schmidt 1890. Træsnit 1879. Portrætteret på træsnit af H.P. Hansen 1866: Ministeriet Frijs.
| Efterfulgte: Cosmus Bræstrup | Kultusminister 6. november 1865 - 4. september 1867 | Efterfulgtes af: P.C. Kierkegaard  |
| Efterfulgte: C.P.G. Leuning  | Justitsminister 21. juli 1867 - 10. august 1868     | Efterfulgtes af: C.L.V.R. Nutzhorn |